# Mal

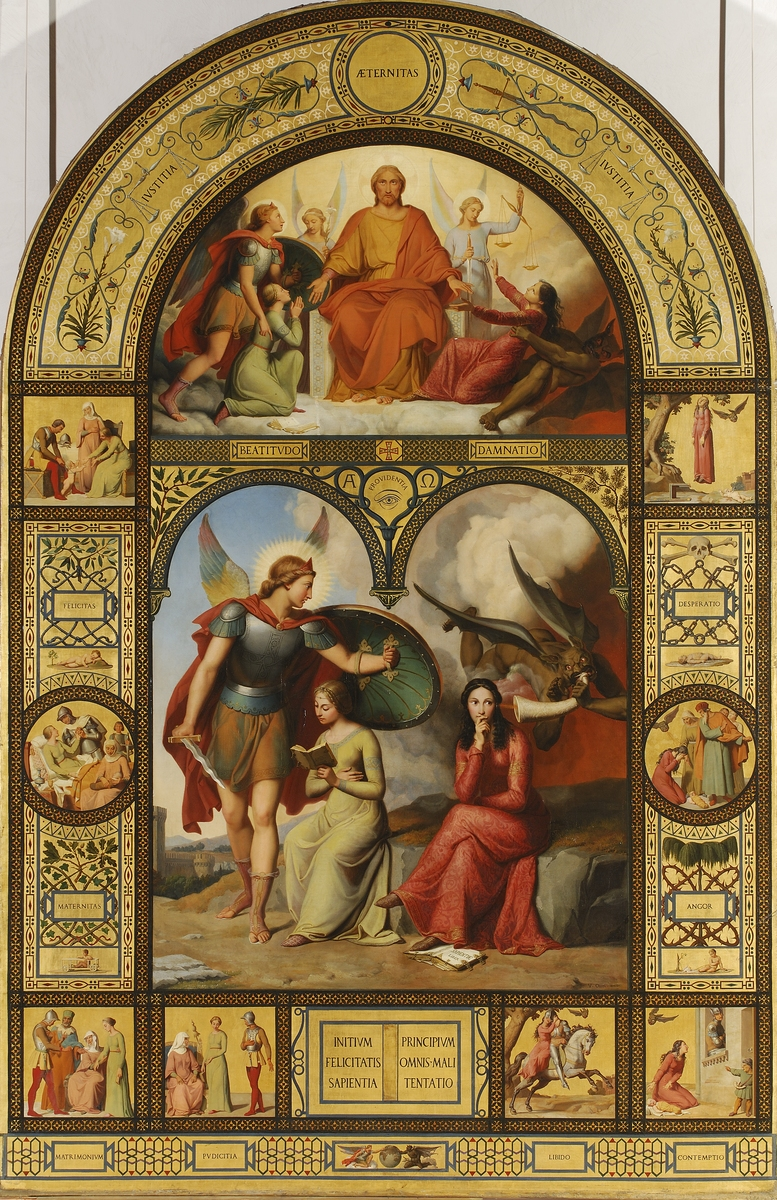
El bien y el mal es una dualidad opuesta y antagonica e irreductible sobre la pintura alegórica de Victor Orsel en el.

La idea de mal o maldad se asocia a los accidentes naturales o comportamientos humanos que se consideran perjudiciales, destructivos o inmorales y son fuente de sufrimiento moral o físico. Desde este segundo punto de vista menos general y vinculado a lo humano, se denomina más bien perversidad.
Puede ser estudiada por la psicología, la ética o la moral, la antropología, la sociología, la política, el derecho, la religión, la historia y la filosofía. Como tal lo estudia la ponerología.
Algunas definiciones indican que la maldad es el término que señala la ausencia de la bondad que debe tener un ente según su naturaleza o destino. De esta forma, el mal sería la característica de quien tiene una carencia, o de quien actúa fuera de un orden ético, convirtiéndose, en consecuencia, en alguien o algo malo.
Otras definiciones toman al mal o la maldad como la sombra personal, nombrada así por Carl Gustav Jung (1875-1961). Esta se va desarrollando desde la infancia a partir de nuestras experiencias y aprendizaje social, donde vamos desechando aquellas ideas o conductas que no consideramos adecuadas según las normas morales y el contexto cultural en el que nos hemos educado. Cuando un niño tiene un pensamiento o conducta que cree que es inaceptable para la sociedad en que vive, sentirá un chispazo de ansiedad tan desagradable que termina reprimiendo o adormeciendo esa parte de sí mismo que considera prohibida. Y para rellenar ese vacío el infante crea un falso Yo, cuya función es mitigar el sufrimiento por la pérdida de su integridad original, su totalidad individual.

## El mal para la psicología
Una investigación en que han participado psicólogos daneses y alemanes y que realizó 2500 encuestas ha resumido el carácter de la maldad humana o perversidad en nueve rasgos que han llamado "factor oscuro de la personalidad" o "Factor D". Estos rasgos "maximizan el interés individual" conscientemente "sin tener en cuenta su inutilidad ni el daño que puede ejercer sobre otra persona o los demás". Esos "nueve rasgos oscuros" son:
1. Egoísmo, definido como "preocupación excesiva por el beneficio propio a expensas de los demás y de la comunidad".
2. Maquiavelismo: "Actitud manipuladora e insensible hacia los demás, acompañada de la convicción de que el fin justifica los medios".
3. Desconexión moral: "Un estilo de procesamiento cognitivo que permite comportarse de manera amoral sin sentir remordimiento alguno por ello".
4. Narcisismo: "Una auto-admiración excesiva, acompañada de un sentimiento de superioridad y de una necesidad extrema de atraer constantemente la atención de los demás".
5. Arrogancia psicológica: "Creencia persistente en que uno es mejor que los demás y por tanto merece ser tratado mejor".
6. Psicopatía: "Falta de empatía y autocontrol, a lo que se agrega el comportamiento impulsivo".
7. Sadismo: "Deseo de infligir daño" o violencia "mental o física a otros por placer".
8. Interés propio: "Deseo de promover y destacar el propio estatus social"
9. Rencor: "Destructividad y disposición a causar violencia o daño a otros, incluso a costa de infligir daño a sí mismo".
10. Envidia:La envidia es un sentimiento complejo que se caracteriza por el deseo de poseer lo que otro tiene, ya sea bienes materiales, cualidades, logros o relaciones.
11. Ira:La ira es una emoción intensa que se experimenta en respuesta a situaciones percibidas como amenazantes, injustas o frustrantes la persona puede actuar de forma agresiva.

## El mal para la ética

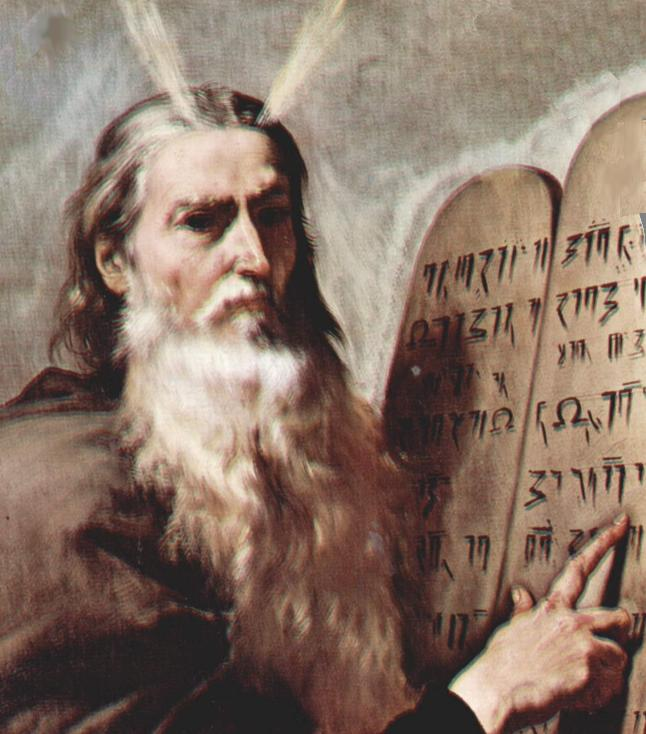
Moisés llevando las Tablas de la Ley por José de Ribera, (1638)

Para la ética es una condición negativa atribuida al ser humano que indica la ausencia de principios morales, bondad, caridad o afecto natural por el entorno y los entes que figuran en él.

## El mal para la sociología
Actuar con maldad también implica contravenir deliberadamente los códigos de conducta, moral o comportamiento oficialmente correctos u ortodoxos en un grupo social, acercándose al concepto sociológico de anomia. Philip Zimbardo sugirió en 2007 que los actos malvados de la gente son el resultado de la identidad colectiva, fundándose en su experiencia previa del Experimento de la cárcel de Stanford, que fue publicada en el libro The Lucifer Effect: Understanding How Good People Turn Evil.

## El mal para la filosofía

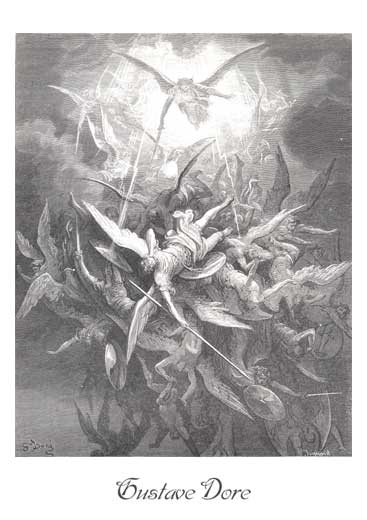
Caída de Satán, grabado de Gustave Doré para ilustrar un pasaje del Paraíso perdido de John Milton. Non serviam!, "¡No serviré!", gritó Satanás. El ángel caído Mammon afirma en la obra de Milton que «es mejor reinar en el infierno que servir en el cielo».

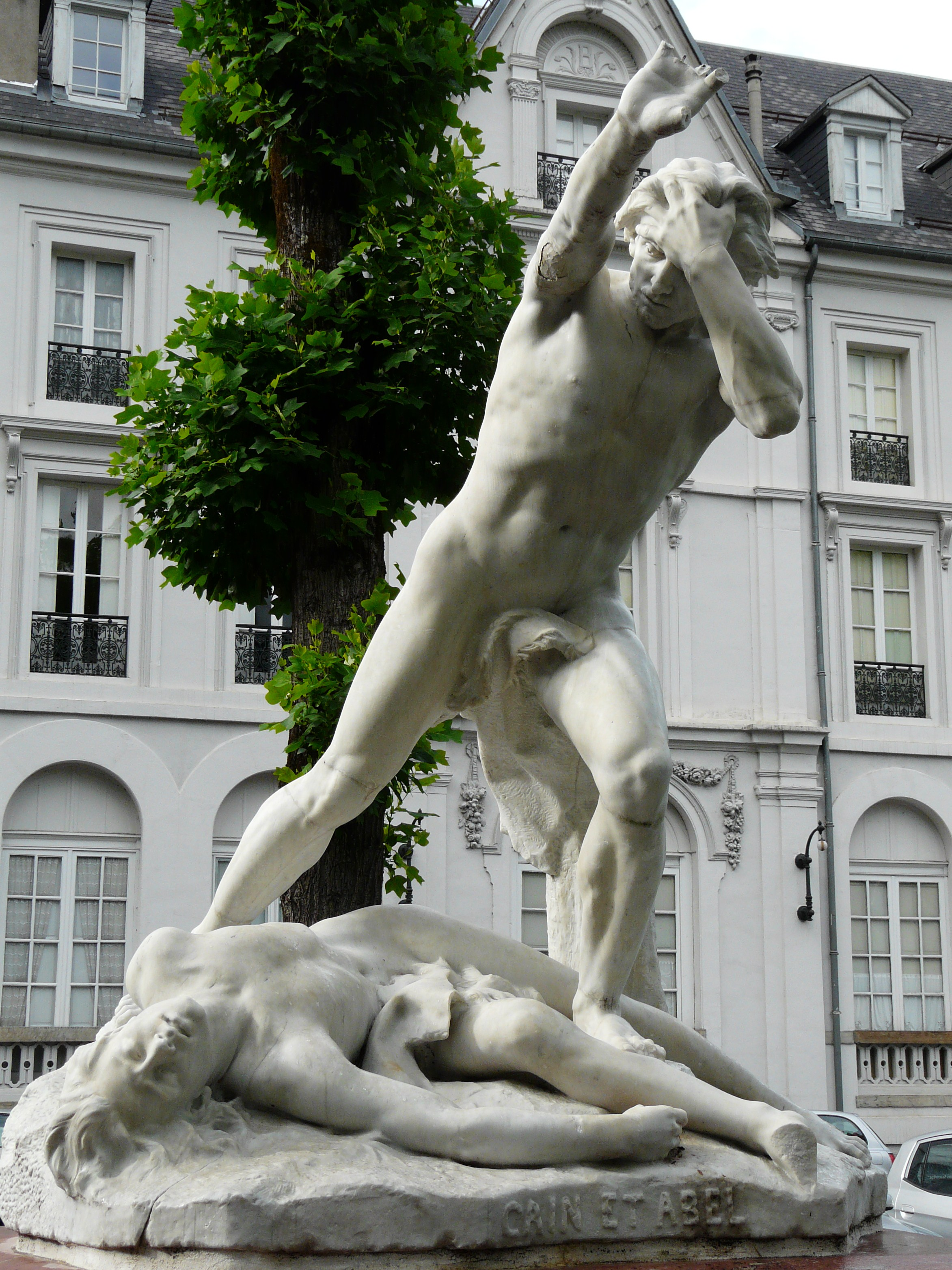
Grupo escultórico de Caín y Abel en Bagnères-de-Luchon

La más reciente exposición del problema del mal desde el punto de vista de la historia de la filosofía la ha hecho Rüdiger Safranski en su Das Böse oder Das Drama der Freiheit / El mal o El drama de la libertad (1997). La cuestión filosófica sobre la naturaleza del mal depende de si la moralidad es absoluta, relativa o ilusoria. Con arreglo a ello se oponen distintos conceptos y escuelas de pensamiento: para el absolutismo moral, el bien y el mal son conceptos incondicionados y establecidos por una deidad o deidades, por la naturaleza, por la moral, por el sentido común o por alguna otra fuente. Para el relativismo moral, las normas del bien y del mal son variables y productos de una cultura local, costumbre o prejuicio determinados. Para la amoralidad, el bien y el mal carecen de sentido, ya que no existe un ingrediente moral en la naturaleza. El universalismo moral intenta encontrar un compromiso entre el sentido absoluto de la moral y el punto de vista relativista, afirmando que la moralidad solo es flexible hasta cierto punto, y que lo que es realmente bueno o malo se puede determinar mediante el examen de lo que se considera comúnmente como el mal entre todos los seres humanos.
Para el fenomenólogo Max Scheler, los valores son noemas esenciales y absolutos, pero su realización histórica no es absoluta; el hombre los va descubriendo y realizando en la historia progresivamente. Así, Scheler describe el fenómeno de ceguera axiológica en la Historia: hay épocas en las que no se ven ciertos valores que posteriormente son palpables. Así que determina la existencia de un ethos histórico. Así como los valores son absolutos en la ética, en la ética histórica son relativos a la época considerada; hay una cierta relatividad temporal, y eso condiciona nuestras propias decisiones de valor.
Entre los problemas que la existencia de mal ha planteado todos los tiempos, uno es de particular importancia: la cuestión de lo que es el mal o la maldad y por qué existe así como su concepto antagónico, el bien o bondad. Escuelas filosóficas dualistas como el maniqueísmo plantean la existencia de estos dos principios antagónicos. Sócrates, en su teoría del intelectualismo moral, identifica el mal con la ignorancia. Para su discípulo Platón el mal es aquello en lo que no participa de ninguna manera la idea del Bien y entiende que como las ideas son perfectas y positivas, todo lo malo es imperfecto y exclusivo del mundo sensible, y escribió que hay relativamente pocas formas de hacer el bien y por el contrario infinidad de maneras de hacer el mal y que pueden tener un impacto mucho mayor en nuestras vidas y las vidas de otros seres capaces de sufrimiento. En Plotino, la materia es identificada como el mal y como la privación de toda forma de inteligibilidad.
El teólogo del siglo V Agustín de Hipona mantuvo en su Enchiridion sobre la fe, la esperanza y el amor que el mal existe como una "ausencia del bien". La ignorancia es un mal, pero solo es la ausencia de conocimiento, que es bueno; así mismo la enfermedad es la ausencia de salud y la crueldad lo es de compasión. Dado que el mal no tiene realidad positiva per se, no puede causarse su existencia, por lo que Dios no es el responsable de ella. En su forma más fuerte, este principio identifica al mal como ausencia de Dios, que sería la única fuente de todo lo que es bueno. El teólogo del siglo XIII Tomás de Aquino sistematizó la concepción agustiniana del mal, completándola con sus propias reflexiones en la Summa Theologica.

Escribe San Agustín en el Enchiridio: Dios, por ser el bien sumo, de ninguna manera permitiría que hubiera algún tipo de mal en sus obras, a no ser que, por ser omnipotente y bueno, del mal sacara un bien. Esto pertenece a la infinita bondad de Dios, que puede permitir el mal para sacar de él un bien.
Suma teológica - Parte I - c.2 - 3

Ya en el renacimiento, para Maquiavelo, los hombres solo son malos cuando su irrefrenable inclinación a saciar sus propios anhelos no encuentra oposición provocando el mal de los otros, lo que hace necesaria a la ley y al Estado; así pues, los hombres solo son malos cuando se los juzga según el criterio del bien común. Para Thomas Hobbes, inversamente a Rousseau, el hombre es malo por naturaleza y a causa de un egoísmo fundamental y por un primario instinto de supervivencia en la guerra de todos contra todos, "es un lobo para el hombre"; Spinoza afirma que lo bueno es todo lo que es útil para nosotros, mientras que el mal es "lo que sin duda sabemos que nos impide poseer todo lo que es bueno". Además afirma que "el conocimiento del mal es un conocimiento inadecuado" Leibniz afirma en su Ensayo de Teodicea. Acerca de la bondad de Dios, la libertad del hombre y el origen del mal (1710) que el bien es más abundante en el mundo que el mal, porque vivimos "en el mejor de los mundos posibles". David Hume, en su obra Diálogos sobre la religión natural (1755), vuelve a formular el problema en los términos en los que ya lo había formulado el griego Epicuro: “¿Es que Dios quiere prevenir la maldad, pero no es capaz? Entonces no sería omnipotente. ¿Es capaz, pero no desea hacerlo? Entonces sería malévolo. ¿Es capaz y desea hacerlo? ¿De dónde surge entonces la maldad? ¿Es que no es capaz ni desea hacerlo? ¿Entonces por qué llamarlo Dios?”.
La ilustración en el siglo XVIII volvió a replantearse la cuestión. Rousseau afirmaba que "el hombre es bueno por naturaleza" y es la sociedad la que lo corrompe; asimismo, "no hacer el bien ya es un mal muy grande"; Voltaire, en cambio, no distingue entre el mal de la naturaleza o físico y el mal moral o perversidad y rechaza la doctrina del pecado original, pero sin embargo proclama la existencia del dolor y su conciencia en el hombre y el beneficio de la esperanza. Edmund Burke afirma que "para que triunfe el mal, basta con que los hombres de bien no hagan nada". En Kant, el ser humano tendría una propensión hacia el mal, a pesar de su disposición original para el bien. La tarea del bondadoso sería, pues, según su imperativo categórico, la de dar ejemplo como héroe o mártir.
Ya en el siglo XIX, Arthur Schopenhauer sostuvo que el mal es algo real, siendo este la norma más que la excepción y que el bien es la ausencia del mal. En El mundo como voluntad y representación criticó la cosmovisión optimista de filósofos como Leibniz según la cual este es el mejor de los mundos posibles al concluir que vivimos en el peor de los mundos posibles, al menos físicamente, pues si el mundo estuviera organizado de una manera un poco peor, la vida ni siquiera podría existir; luego "el mundo es tan malo como puede ser posible, si existe en absoluto". La gran cantidad del mal en el mundo le sirvió a Schopenhauer como evidencia de mal diseño. "[M]i conclusión fue que este mundo no podía ser el obra de un Ser que todo lo ama, sino más bien la de un demonio, que había traído a la existencia a las criaturas para deleitarse con su sufrimiento".
Friedrich Nietzsche intentó redefinir la ética en su Más allá del bien y el mal (1886), donde se afirma que hay que superar la moral judeocristiana y los filósofos del futuro deben transmutar sus valores creándose otros más propios y fundados en la voluntad de poder, el vitalismo dionisiaco, la imaginación y la autoafirmación, negando una moral universal y por tanto un mal único para todos los seres humanos. Hannah Arendt, en Eichmann en Jerusalén. Un estudio sobre la banalidad del mal (Barcelona: Lumen, 1999) retoma la cuestión del mal radical kantiano, politizándolo. Analiza el mal cuando este se ciñe a grupos sociales o al propio Estado. Según la autora, el mal no es una categoría ontológica, no es natural ni metafísico. Es político e histórico:  es producido por seres humanos y se manifiesta solo cuando encuentra espacio institucional y estructural para ello, debido a una elección política. A la trivialización de la violencia corresponde, para Arendt, el vacío del pensamiento donde la banalidad del mal se asienta.

### Definiciones de filósofos
- Tomás de Aquino: "Puesto que todo ser, en cuanto tal, es bueno, y el mal, en la medida en que exista, pertenece al no-ser".
- Francisco Suárez: "[...] El mal no puede ser algo positivo que por su naturaleza y en sí mismo sea malo totalmente, el mal por el que una cosa se denomina mala no es una cosa o forma positiva ni tampoco es una mera negación, sino que es la privación de perfección debida a su ser".
- Descartes: "[...] Según la filosofía, el mal no es nada real, sino solo una privación".
- Malebranche: "El mal se puede tomar de tres maneras: como privación del bien, como dolor, o como la cosa que causa privación del bien o que produce dolor".
- Leibniz: "El mal puede ser metafísico, físico y moral; el mal metafísico consiste en la simple imperfección, el mal físico en el padecimiento, y el mal moral en el pecado".
- Sartre: "El mal es el otro nacido del miedo que el hombre honesto tiene ante su libertad, es una proyección y una catarsis [...] el otro que el ser, el otro que el bien, el otro que sí mismo".

## El mal para la antropología
El antropólogo estadounidense Ernest Becker, quien según el filósofo Sam Keen es un pionero en el desarrollo de un "Ciencia del Mal", afirma que "la dinámica del mal se debe a la negación de la condición de criaturas", es decir, cuando la "armadura del carácter" (desarrollada por la persona para reprimir el hecho de que se va a morir) falla en crear una autoilusión protectora, y el individuo se ve entonces ante una impotencia que comienza por infundirle angustia y, por fin, terror. Ya no es un ser humano "normal", cuya neurosis proviene de la "negación de la muerte" y es amortiguada por un conjunto de símbolos y conceptos capaces de hacerlo vivir una vida adaptada. No: ahora él está sin máscaras ante la vida. El mundo se le presenta como un ambiente hostil, lo que le obliga a intentar modificarlo para eliminar los accidentes, la inseguridad, que en el fondo no son más que aspectos inherentes a la vida en la Tierra. Para Becker, al no conseguirse actualizar la transferencia original, es decir, no depositar su necesidad de seguridad psíquica en un Ser trascendental, el individuo comienza a negar su condición de criatura y, por consiguiente, también la de sus semejantes, los cuales pueden entonces ser eliminados en el proceso de hacer el mundo un lugar más seguro, y de ahí el mal.

## El mal para la política
Enfrentado a las utopías políticas del renacimiento, Maquiavelo presupone que la malignidad humana es ineludible y no puede ser erradicada: lo único que se puede hacer es cultivar una virtù que permita una audaz política del mal menor por medio de la llamada razón de Estado. Queda, naturalmente, para escándalo de los siglos posteriores, si esto no supone en realidad querer el mal o un abandono de lo más hermoso de la condición humana, el deseo de bien y de utopía, como afirma el filósofo alemán Peter Sloterdijk en su influyente Crítica de la razón cínica (1983), pues Hannah Arendt escribió que "la debilidad del argumento del mal menor ha sido siempre que los que escogieron el mal menor olvidan muy rápido que han escogido el mal". Pero insistiendo en las ideas relativistas del maquiavelismo, Hobbes afirma que: «Mientras los hombres viven sin ser controlados por un poder común que los mantenga atemorizados a todos, están en esa condición de guerra, guerra de cada hombre contra cada hombre». Es decir, que el poder político colectivo atemoriza a los hombres (keep them all in awe) y gracias a ese «temor reverencial», gracias al miedo, se constituye un cuerpo político capaz de frenar mediante dominio y violencia (es decir, mediante el mal) la guerra y el caos continuo. La inclinación malvada de los hombres hace de nuevo necesaria la alianza del poder con el mal mismo para producir los resultados adecuados de la convivencia y la paz. Para el liberalismo, el poder es un mal, desde luego... y un mal necesario, pero, por eso mismo, si queremos disfrutar de la seguridad que produce frente a la anarquía, también debemos controlarlo y limitarlo, ya que sin esta contención no es útil, no produce sus funciones asignadas, que son la seguridad, la paz y la convivencia; el mal, pues, ya que nos es necesario, ha de ser domado (esgrimiendo frente a él nuestros derechos), sometido (al consentimiento de los obedientes), vuelto sensible a nuestros intereses (mediante la representación), despedazado (dividiendo sus poderes), regulado (sometiéndolo al imperio de la ley). Pero el hecho es que, frente a las tiranías que expresaban en el mundo antiguo las formas malvadas del estado, las utopías modernas que niegan la complejidad del hombre reduciéndola a una definición limitada han terminado fraguando formas nuevas y sin precedentes de estado maligno denominadas totalitarismos: el nacionalismo, el nazismo o el estalinismo y que según Hannah Arendt se fundan en lo que llama banalidad del mal, «un sistema o institution tal que inmuniza a sus miembros contra la realidad de lo que es cometido y contra la inhumanidad de sus códigos, y los vuelve cómplices de su opresión mutua». Así, este mal se funda en la ausencia de pensamiento, en la incapacidad para pensar o juzgar; para ella esta superficialidad, esta falta de profundidad, precisamente, la pasividad y la rutinización de la obediencia, es lo que permite el surgimiento del mal absoluto. El holocausto es indesligable de la racionalidad tecnológica, de la burocratización del pensar y el actuar, de las jerarquías sociales que permiten eludir el juicio por uno mismo, remitiéndose a lo que determinen las autoridades establecidas. Para Zygmunt Bauman es propio de las "mentalidades de jardinero", para las cuales la imagen del mundo es una selva que ha de transformarse en un jardín mediante la modificación y la manipulación hasta «domarlo» y ajustarlo a las exigencias ideológicas de modo que sea de manera absoluta «lo que debe ser». Por otra parte, el psiquiatra Andrzej Łobaczewski (1921-2008) afirma que el mal tiende a disfrazarse e instalarse en el poder (patocracia) en su libro  Political ponerology: a science on the nature of evil adjusted for political purposes (Grande Prairie: Red Pill Press, 2006).

## El mal para la religión

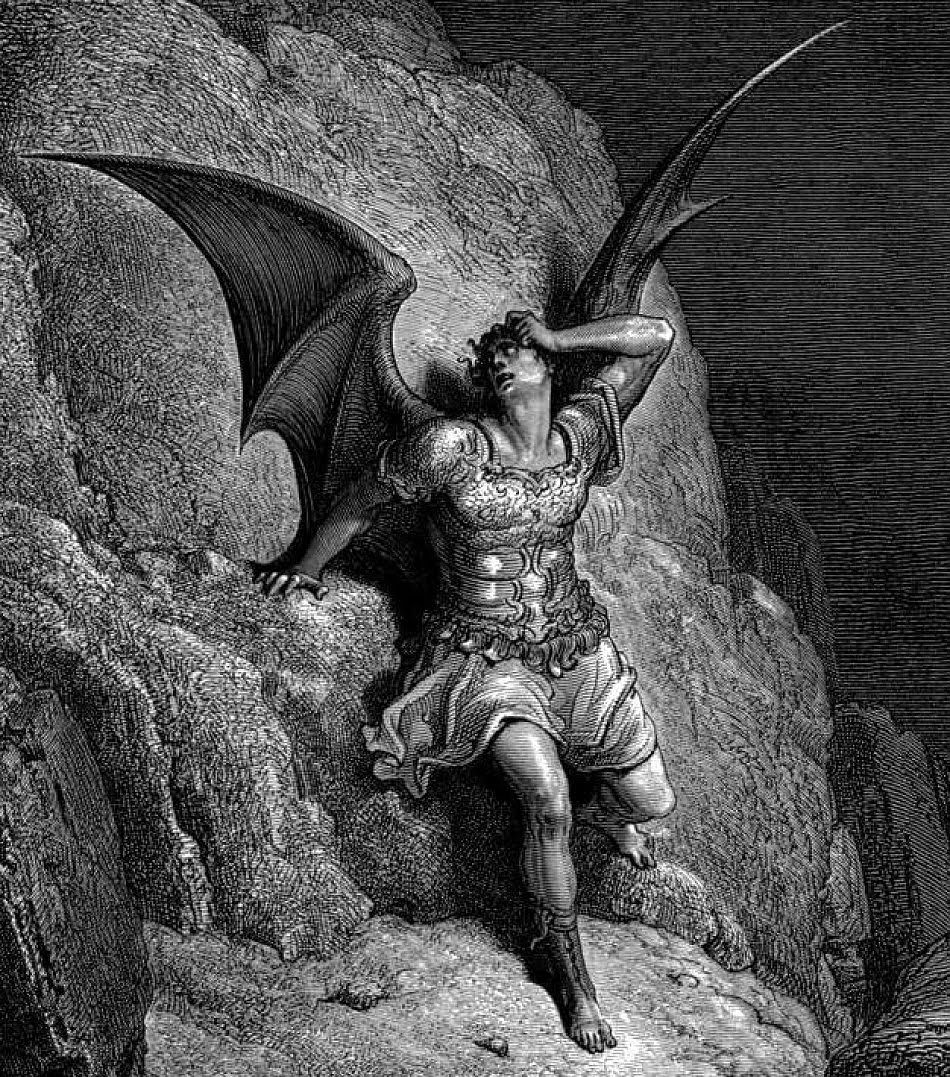
Gustav Dore, el paraíso perdido.

En muchas religiones se representa el concepto de mal en la personificación de un ser o entidad maligna, a veces personificado con diversos nombres: Satanás o Lucifer, Iblís, Ahrimán, Mara, Angra Mainyu, Qlifot, Kroni...
Para las religiones abrahamánicas (judaísmo, cristianismo, islam) la concepción del mal deriva del dualismo con el bien y de la relación con un principio llamado Dios; se reduce al concepto de pecado. Para el teólogo liberal Walter Wink y la teología de la liberación, sin embargo, el mal puede ser también estructural y una forma de violencia. 
El budismo cree más bien en el principio del karma y que el sufrimiento es la consecuencia inevitable de afectos klesa que impiden la liberación o nirvana, principalmente tres: la ignorancia, la aversión o ira y la avidez o deseo (conocidas entre los budistas como los tres venenos). Porque el concepto de mal de la ética budista es consecuencialista en la naturaleza y no se funda en deberes para con una divinidad. 
El Hinduismo de forma similar ve la representación del mal a través del karma, al ir en contra del dharma, y el dejarse llevar por la ignorancia (maia).
En el Taoísmo, el mal sería consecuencia de las acciones que van en contra del Tao.